# COVID-19-Pandemie in Nicaragua
Die COVID-19-Pandemie in Nicaragua tritt als regionales Teilgeschehen des weltweiten Ausbruchs der Atemwegserkrankung COVID-19 auf und beruht auf Infektionen mit dem Ende 2019 neu aufgetretenen Virus SARS-CoV-2 aus der Familie der Coronaviren. Die COVID-19-Pandemie breitet sich seit Dezember 2019 von China ausgehend aus. Ab dem 11. März 2020 stufte die Weltgesundheitsorganisation (WHO) das Ausbruchsgeschehen des neuartigen Coronavirus als Pandemie ein.

## Verlauf
Am 17. März 2020 gab die Regierung von Nicaragua bekannt, dass Kuba eine „Brigade“ von Ärzten und Pharmazeuten nach Nicaragua schicken werde, um das Land bei der Eindämmung der COVID-19-Pandemie zu unterstützen. Die Vizepräsidentin Nicaraguas Rosario Murillo sprach davon, dass sich unter dem kubanischen Personal Allgemeinmediziner, Pharmazeuten und Intensivbetreuungsärzte befinden würden.
Die sogenannte Henry Reeve” Cuban medical brigade erreichten am 18. März Nicaragua. In der ersten Phase der Pandemie wurden in dem Land 1,2 Millionen Haushalte aufgesucht, die die Aufgabe hatten, über das Virus aufzuklären und die Verhaltensregeln wie Abstand und Hygiene entsprechend Weltgesundheitsorganisation zu erläutern. Weitere Regelungen wurden verfügt: Ausländische Einreisende sollten sich in eine 14-tägige Quarantäne begeben. Die Schulen und die öffentlichen Gebäude wurden nicht geschlossen. Die Regierung arbeitete mit der Organización Panamericana de la Salud zusammen und stimmte sich auch über weitere ggf. erforderlich werdende Schritte ab.
Am 18. März 2020 wurde die erste COVID-19-Erkrankung in Nicaragua gemeldet und am 26. März wurde der erste Todesfall im Zusammenhang mit COVID-19 in dem Land registriert. Am 16. Mai 2020 wurden 25 SARS-CoV-2-Infektionen bislang gezählt, davon verliefen 8 tödlich.
Anlässlich eines nationalen Feiertags wurde am 17. Mai 2020 bekannt, dass die Regierung von Nicaragua 2727 Männer und 88 Frauen aus Gefängnissen freigelassen hatte. Diese Freilassung begrüßte die Interamerikanische Kommission für Menschenrechte, kritisierte allerdings die mangelnde Einbeziehung von 37 politisch inhaftierten Gefangenen, die erkrankt seien.

## Impfung
Nicaragua ist neben Guatemala und Honduras das langsamste Land in Bezug auf die Covid-19-Impfung in Zentralamerika. Bis Juni 2021 hatte Nicaragua 2,53 Dosen pro 100 Personen verabreicht, was einer Gesamtzahl von 167.500 verabreichten Dosen entspricht. Nicaragua hatte 135.000 Impfstoffe durch den COVAX-Mechanismus erhalten, eine globale Initiative, die den gerechten Zugang zu Covid-19-Impfstoffen zum Ziel hat. Die Initiative stellte insgesamt 432.000 Dosen bereit, die im Verlauf des Jahres 2021 ausgeliefert werden sollten. Das Land hatte Spenden von 6.000 Dosen Sputnik V vom Russian Direct Investment Fund sowie 200.000 Dosen Covishield aus Indien erhalten. Wie Honduras, Guatemala und Paraguay hatte auch Nicaragua keine Impfstoffspenden aus China erhalten, da das Land diplomatische Beziehungen zu Taiwan unterhält. Darüber hinaus plante Nicaragua den Kauf von 6,86 Millionen Impfstoffen mit einer von der Zentralamerikanischen Bank für Wirtschaftsintegration (CABEI) genehmigten Finanzierung in Höhe von 100 Millionen US-Dollar. Auf diese Weise beabsichtigte die nicaraguanische Regierung, 3,27 Millionen Nicaraguaner zu impfen, angefangen bei Grenzpostenarbeitern, Lehrern, Tourismusfachleuten und anderen Institutionen sowie Risikogruppen von Menschen zwischen 40 und 59 Jahren. Aktuell (Stand 14. Oktober 2024) haben 95,2 % der 6.730.661 Nicaraguaner mindestens eine Impfung bekommen.

## Statistik
Die Fallzahlen entwickelten sich während der COVID-19-Pandemie in Nicaragua wie folgt:

### Infektionen

Bestätigte Infizierte in Nicaragua nach Daten der WHO. Oben kumuliert, unten Tageswerte

### Todesfälle

Bestätigte Todesfälle in Nicaragua nach Daten der WHO. Oben kumuliert, unten Tageswerte